# Station Blanmont

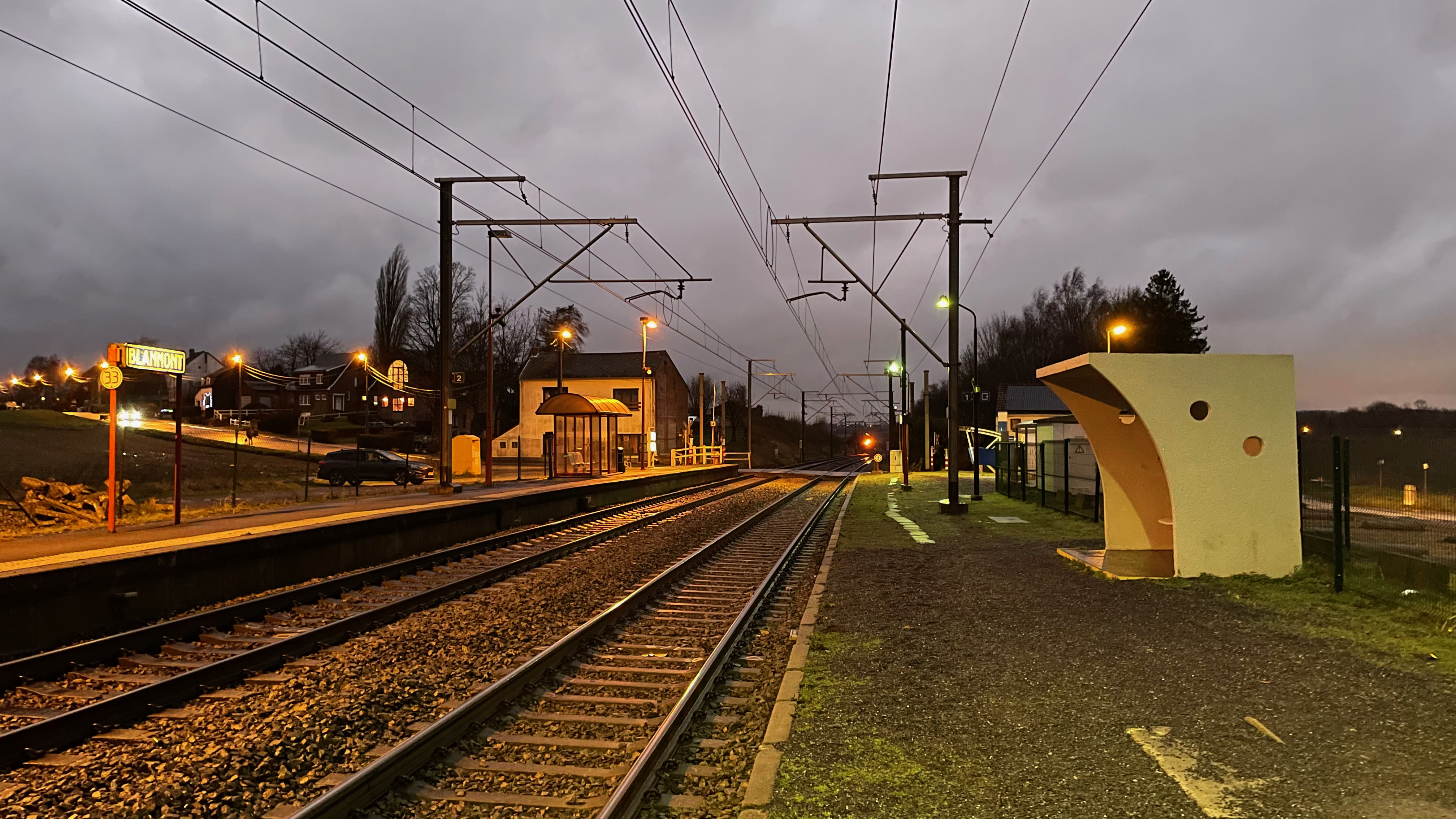
Station Blanmont Perron

Station Blanmont is een spoorwegstation langs spoorlijn 161 (Brussel - Namen) in Blanmont een deelgemeente van de gemeente Chastre. Het is nu een stopplaats.
Het stationsgebouw is van het type 1893 R7.

## Treindienst
| Serie       | Treinsoort          | Route                                    | Bijzonderheden             |
| ----------- | ------------------- | ---------------------------------------- | -------------------------- |
| L 6250      | L-trein (NMBS)      | Ottignies – Blanmont – Gembloers – Namen |                            |
| P 7650/8650 | Piekuurtrein (NMBS) | Namen – Gembloers – Blanmont – Ottignies | Rijdt alleen op werkdagen. |

## Reizigerstellingen
De grafiek en tabel geven het gemiddeld aantal instappende reizigers weer op een week-, zater- en zondag.
| Tabel: aantal instappende reizigers station Blanmont | Tabel: aantal instappende reizigers station Blanmont | Tabel: aantal instappende reizigers station Blanmont | Tabel: aantal instappende reizigers station Blanmont |
|                                                      | Weekdag                                              | Zaterdag                                             | Zondag                                               |
| ---------------------------------------------------- | ---------------------------------------------------- | ---------------------------------------------------- | ---------------------------------------------------- |
| 1977                                                 | 222                                                  | 54                                                   | 39                                                   |
| 1978                                                 | 207                                                  | 50                                                   | 42                                                   |
| 1979                                                 | 220                                                  | 50                                                   | 40                                                   |
| 1980                                                 | 203                                                  | 33                                                   | 23                                                   |
| 1981                                                 | 212                                                  | 30                                                   | 28                                                   |
| 1982                                                 | 177                                                  | 71                                                   | 42                                                   |
| 1983                                                 | 199                                                  | 38                                                   | 21                                                   |
| 1984                                                 | 203                                                  | 46                                                   | 23                                                   |
| 1985                                                 | 213                                                  | 53                                                   | 52                                                   |
| 1986                                                 | 242                                                  | 44                                                   | 34                                                   |
| 1987                                                 | 213                                                  | 57                                                   | 40                                                   |
| 1988                                                 | 250                                                  | 56                                                   | 37                                                   |
| 1989                                                 | 194                                                  | 46                                                   | 53                                                   |
| 1990                                                 | 237                                                  | 45                                                   | 41                                                   |
| 1991                                                 | 273                                                  | 50                                                   | 47                                                   |
| 1992                                                 | 283                                                  | 63                                                   | 42                                                   |
| 1993                                                 | 220                                                  | 67                                                   | 43                                                   |
| 1994                                                 | 257                                                  | 31                                                   | 32                                                   |
| 1995                                                 | 193                                                  | 50                                                   | 25                                                   |
| 1996                                                 | 202                                                  | 36                                                   | 18                                                   |
| 1997                                                 | 189                                                  | 36                                                   | 19                                                   |
| 1998                                                 | 210                                                  | 26                                                   | 26                                                   |
| 1999                                                 | 166                                                  | 18                                                   | 12                                                   |
| 2000                                                 | 158                                                  | 22                                                   | 16                                                   |
| 2001                                                 | 156                                                  | 23                                                   | 12                                                   |
| 2002                                                 | 144                                                  | 22                                                   | 18                                                   |
| 2003                                                 | 178                                                  | 22                                                   | 26                                                   |
| 2004                                                 | 201                                                  | 24                                                   | 20                                                   |
| 2005                                                 | 215                                                  | 32                                                   | 21                                                   |
| 2006                                                 | 261                                                  | 50                                                   | 38                                                   |
| 2007                                                 | 233                                                  | 34                                                   | 26                                                   |
| 2008                                                 | -                                                    | -                                                    | -                                                    |
| 2009                                                 | 233                                                  | 20                                                   | 19                                                   |
| 2010                                                 | -                                                    | -                                                    | -                                                    |
| 2011                                                 | -                                                    | -                                                    | -                                                    |
| 2012                                                 | 236                                                  | 28                                                   | 25                                                   |
| 2013                                                 | 206                                                  | 27                                                   | 38                                                   |
| 2014                                                 | 183                                                  | 34                                                   | 31                                                   |
| 2015                                                 | 199                                                  | 25                                                   | 29                                                   |
| 2016                                                 | 192                                                  | 21                                                   | 25                                                   |
| 2017                                                 | 210                                                  | 26                                                   | 26                                                   |
| 2018                                                 | 176                                                  | 29                                                   | 24                                                   |
| 2019                                                 | 172                                                  | 22                                                   | 16                                                   |
| 2020                                                 | 135                                                  | 19                                                   | 13                                                   |
| 2021                                                 | -                                                    | -                                                    | -                                                    |
| 2022                                                 | 222                                                  | 26                                                   | 47                                                   |
| 2023                                                 | 219                                                  | 63                                                   | 39                                                   |
| 2024                                                 | 188                                                  | 52                                                   | 39                                                   |

0,0: Schaarbeek ·
3,5: Koninklijke-Sint-Mariastraat ·
4,4: Rogierstraat ·
5,1: Leuvensesteenweg ·
5,8: Brussel-Schuman ·
6,1: Wetstraat ·
7,0: Brussel-Luxemburg ·
8,0: Mouterij ·
8,9: Etterbeek ·
10,1: Watermaal ·
12,0: Bosvoorde ·
13,9: Zoniënwoud ·
17,0: Groenendaal ·
18,9: Hoeilaart ·
20,0: Bakenbos ·
22,0: Terhulpen ·
23,2: Genval ·
25,2: Rixensart ·
27,7: Profondsart ·
29,0: Le Buston ·
30,0: Ottignies ·
36,0: Mont-Saint-Guibert ·
38,0: Blanmont ·
40,0: Chastre ·
41,9: Ernage ·
45,0: Gembloers ·
47,6: Lonzée ·
50,9: Beuzet ·
53,0: Saint-Denis-Bovesse ·
56,0: Rhisnes ·
62,0: Namen